# Jean de la Hougue
Jean Louis Marie Adrien de la Hougue, né le 11 août 1874 au 30 rue de Lille à Avranches (Manche) et mort le 1er octobre 1959 à Viry-Châtillon (Essonne), est un artiste peintre français. Il est le fils de Jean Louis Etienne Armand de la Hougue et de Berthe Lucie Marie Colin de Verdière.

## Biographie
Fils du procureur de la République d'Avranches, Jean de la Hougue part avec sa famille à Paris en 1884. Débutant par des études de droit, il est titulaire d'une licence lorsqu'il abandonne cette voie pour entrer à l'École nationale supérieure des beaux-arts en 1894, dans les ateliers d'Auguste Maillard, Fernand Cormon et Ferdinand Humbert.
Il expose au Salon des artistes français dès 1898. Jean de la Hougue se marie à Caen le 20 août 1902 avec Jeanne Marie Louise Verel, et passe une partie de son temps à l'hôtel de l'Intendance de la rue des Carmes.
Mobilisé en 1914, il reprendra la peinture en 1919 et expose au Salon de la Société nationale des beaux-arts et voyage en Espagne, en Italie et en Afrique du Nord.
Il peint des portraits, des scènes d'intérieur, des natures mortes. Pendant la Seconde Guerre mondiale, il part s'installer à Toulouse, puis cesse progressivement de peindre.

## Collections publiques
Une vingtaine d'œuvres de Jean de la Hougue sont conservées au musée d'art et d'histoire d'Avranches.

## Salons
- 1898 : Salon des artistes français
- 1901 : Salon des Artistes Français : Portrait (mention honorable)
- 1902 : médaille de 3e Classe au Salon des artistes français
- 1919 : Société nationale des beaux-arts : Christ de la Paix
- 1929 : Société nationale des beaux-arts
- 1937 : Salon des indépendants
- 1937 : Salon des Tuileries

## Expositions
- Exposition universelle de 1937, médaille d'argent
- Exposition au musée municipal d'Avranches du 4 juin au 18 juillet 2005

## Prix
- 1931 : prix Casteluch-Diana